# Delegacja do Kongresu USA stanu Arizona

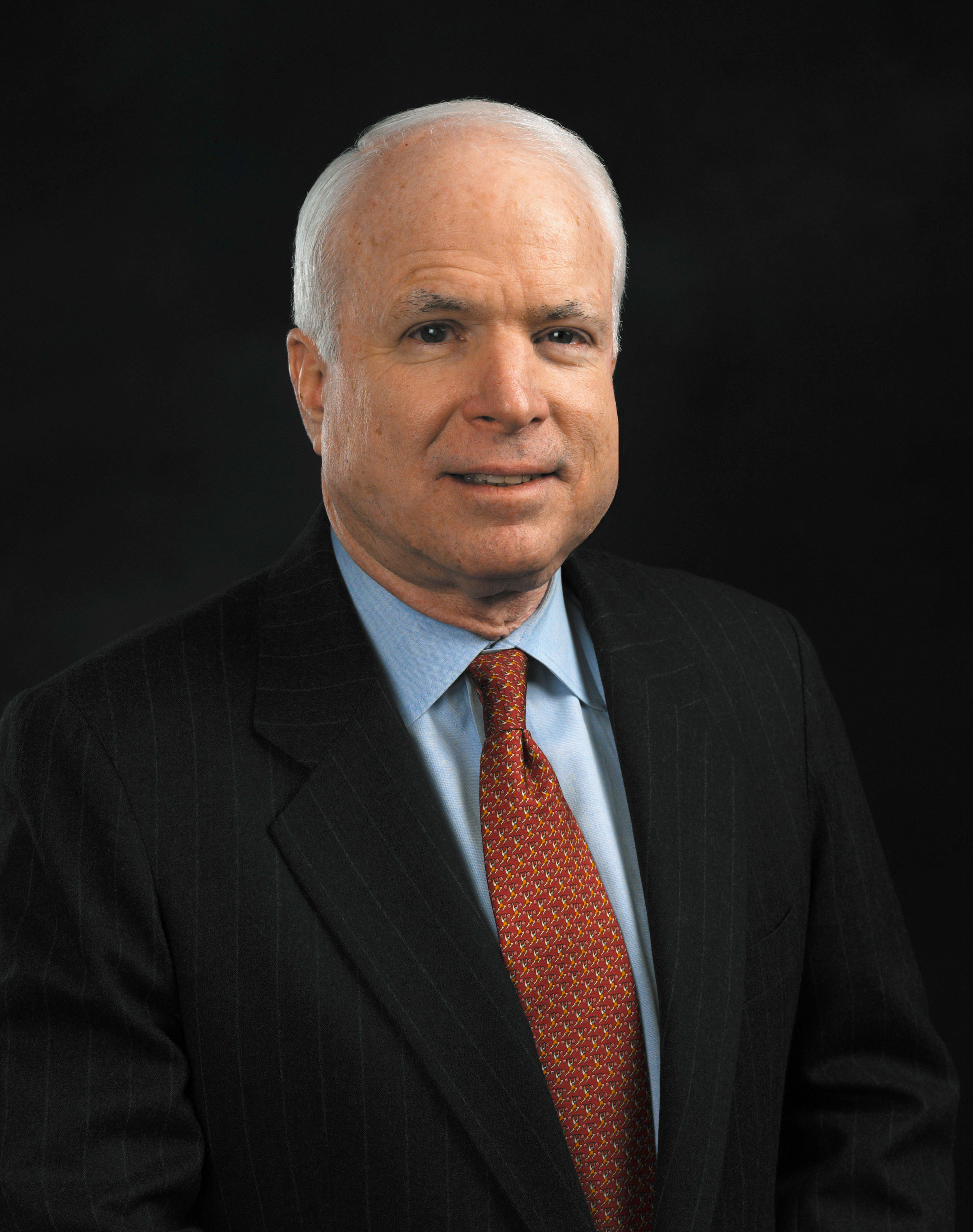
Senator John McCain jest najstarszym stażem kongresmenem ze stanu (od 1983)

Delegacja do Kongresu Stanów Zjednoczonych stanu Arizona liczy dziesięciu kongresmenów (dwóch senatorów oraz ośmiu reprezentantów). Arizona została przyjęta do Unii jako 48. stan dnia 14 lutego 1912, więc stanowa reprezentacja zasiada od 62. Kongresu (1911–1913).
Czynne prawo wyborcze przysługuje tym amerykanom, którym przysługuje prawo głosu w wyborach do stanowej Izby Reprezentantów (Arizona House of Representatives).

## 112. Kongres (2011-2013)
W ostatnich wyborach 2 listopada 2010 wybierano reprezentantów oraz senatora. Do Izby Reprezentantów wybrano trzech nowych przedstawicieli Partii Republikańskiej (dwóch z nich zastąpiło polityków Partii Demokratycznej). W wyborach do Senatu uzyskał reelekcję John McCain (Partia Republikańska).
W najbliższych wyborach 6 listopada 2012 mieszkańcy będą wybierać dziewięciu reprezentantów.
| Senat | Senat       | Senat  | Senat           |
| Klasa | Senator     | Partia | Urzęduje od     |
| ----- | ----------- | ------ | --------------- |
| 3     | John McCain | R      | 6 stycznia 1987 |
| 1     | Jon Kyl     | R      | 4 stycznia 1995 |

| Izba Reprezentantów | Izba Reprezentantów | Izba Reprezentantów | Izba Reprezentantów |
| Okręg               | Reprezentant        | Partia              | Urzęduje od         |
| ------------------- | ------------------- | ------------------- | ------------------- |
| 1                   | Paul Gosar          | R                   | 3 stycznia 2011     |
| 2                   | Trent Franks        | R                   | 7 stycznia 2003     |
| 3                   | Ben Quayle          | R                   | 3 stycznia 2011     |
| 4                   | Ed Pastor           | D                   | 3 października 1991 |
| 5                   | David Schweikert    | R                   | 3 stycznia 2011     |
| 6                   | Jeff Flake          | R                   | 3 stycznia 2001     |
| 7                   | Raul Grijalva       | D                   | 7 stycznia 2003     |
| 8                   | Gabrielle Giffords  | D                   | 3 stycznia 2007     |

## 111. Kongres (2009-2011)
W wyborach 4 listopada 2008 wybierano tylko reprezentantów. Do Izby Reprezentantów wybrano nową przedstawicielkę Partii Demokratycznej (zastąpiła ona polityka Partii Republikańskiej).

## 110. Kongres (2007-2009)
W wyborach 7 listopada 2006 wybierano reprezentantów oraz senatora. Do Izby Reprezentantów wybrano dwóch nowych przedstawicieli Partii Demokratycznej (zastąpili polityków Partii Republikańskiej). W wyborach do Senatu uzyskał reelekcję Jon Kyl (Partia Republikańska).

## Liczba kongresmenów
W 1863 Terytorium Arizony zostało wyodrębnione z Terytorium Nowego Meksyku i otrzymało prawo wyboru jednego delegata do Izby Reprezentantów, który nie miał jednak prawa głosu. Z chwilą wejścia do Unii delegat ten uzyskał prawo głosu (dodatkowo wybrano dwóch senatorów). W związku z rosnącą populacją stanu Arizona zwiększa się również liczba delegatów. Obecnie (od 2003) Arizona ma ośmiu przedstawicieli w Izbie Reprezentantów i dwóch senatorów. Jednak już od 2013 liczba reprezentantów wzrośnie do dziewięciu.

### Zmiany liczby reprezentantów
| - 1863–1912 – 1 (bez prawa głosu) - 1912-1943 – 1 - 1943-1963 – 2 - 1963-1973 – 3 - 1973-1983 – 4 | - 1983-1993 – 5 - 1993-2003 – 6 - 2003-2013 – 8 - od 2013 – 9 |  |